# Тільбек (судно)
«Тільбек» (нім. Thielbek) — великий вантажний корабель Третього Рейху і НДР. 3 травня 1945 року, разом з кораблями «Кап Аркона», «Афіни» і «Німеччина», був атакований британськими бомбардувальниками «Hawker Typhoon» і потоплений у гавані Любек. На кораблі тоді було близько 2800 людей (в'язнів концентраційного табору, членів екіпажу і охорони), які майже усі загинули під час нападу. Ув'язнені були переміщені на судно 19 квітня 1945 року з Нойенгамме.
Судно було піднято у 1949 році. На ньому тоді знайшли залишки 49 людей, які були похоронені у Любеку. Корабель був відремонтований і під новою назвою Reinbek був знову повернений на флот, очевидно як військовий транспорт. У 1961 році Reinbek був проданий транспортній компанії Кньогр і Бурхард (Knöhr & Burchard) у котрій він працював до 1974 року. Зданий на металобрухт.

Пам'ятна табличка в «Gedenkstein» про жертви потоплення кораблів 3 травня 1945 року, де згадуються і вбиті на судні «Тільбек»